# Constitución de Bolivia de 1967
La Constitución Política de la República de Bolivia de 1967  fue la decimoséptima constitución en la historia del país. Fue sancionada el 2 de febrero de 1967 durante el gobierno constitucional de René Barrientos O., entró plenamente en vigencia a partir de octubre de 1982, con el regreso pleno de gobiernos democráticos, en base a su texto constitucional, se dio democráticamente la sucesión constitucional a la Presidencia de la República  el 27 de abril de 1969 a favor del vicepresidente Luis Siles Salinas, quien fuera derrocado por un golpe militar meses después; y la primera transmisión de mando presidencial de manera democrática, el 6 de agosto de 1985.
Tuvo dos reformas y estuvo vigente hasta el 7 de febrero de 2009 con la promulgación y publicación de la nueva Constitución Política del Estado de 2009.

## Historia
La Constitución de Bolivia de 1967 fue redactada por el Congreso Nacional de Bolivia, durante el periodo constitucional 1966 - 1969, sustituyendo a la Constitución Política del Estado Boliviano de 22 de diciembre de 1961; el Poder Legislativo de aquel entonces, funcionó en las mañanas como Congreso Constituyente y por las tardes como Congreso Nacional el cual la sancionó y mandó a promulgar el 2 de febrero de 1967 por el general René Barrientos Ortuño presidente constitucional en aquel momento y Luis Siles Salinas como vicepresidente de la república.  
Esta constitución de cualidad rígida tuvo dos reformas, la primera con su promulgación en 6 de febrero de 1995 (primer gobierno de Sánchez de Lozada) y la segunda, promulgada el 13 de abril de 2004 (gobierno interino de Carlos Mesa).  
La reforma de 1995  introdujo el reconocimiento de Bolivia como un país democrático, multicultural y plurilingüe en el artículo 1°, se introdujo la descentralización judicial dividiendo a este Poder en tres tribunales, pasando potestades de la Corte Suprema de Justicia de la Nación a los recién creados Tribunal Constitucional, Tribunal Agrario y Consejo de la Judicatura, ente exclusivamente instaurado para velar por el control y disciplina administrativa de los funcionarios judiciales; se estipuló la creación del Defensor del Pueblo y sus funciones con respecto a precautelar los derechos de la ciudadanía mellados por abusos que pudiesen cometerse en las distintas reparticiones del Estado, en materia legislativa se introdujo la elección de diputados uninominales elegidos por voto directo y simple para ocupar la mitad de la Cámara baja, siendo la otra mitad elegida plurinominalmente. Otra característica de esta reforma es que se eliminó del ballotage legislativo a la tercera fórmula más votada para ser considerada en la elección congresal para presidente de la república, cuando las elecciones generales dieran como resultado mayoría relativa (menos del 50 más 1 por ciento del total de los votos), estipulándose sólo a las dos primeras fórmulas más votadas en el sufragio. 
La reforma de 2004  le quitó la cualidad de "constitución rígida" (Parte IV artículo 232), estipulando en la sección correspondiente a las reformas a la constitución, la introducción del artículo pertinente en la que se puede convocar a una Asamblea Constituyente, mediante ley especial de la república aprobada por dos tercios del legislativo en pleno y sin derecho a veto por el Ejecutivo; cabe mencionar que la promulgación de esta reforma, se adelantó en su procedimiento, estando todavía en la etapa de adecuaciones y concordancias ya que la promulgación y publicación correspondía a la siguiente gestión constitucional; otro hito destacable de esta última reforma, es la creación de la Procuraduría General de la República, ente dependiente del poder ejecutivo con la finalidad de la defensa legal del Estado y velar por sus intereses ante los estrados judiciales nacionales e internacionalmente ante tribunales supranacionales.
La constitución permaneció vigente hasta el 7 de febrero de 2009, cuando fue reemplazada con la promulgación de la Constitución de Bolivia de 2009 vigente en el primer gobierno de Evo Morales Ayma.